# Kutlaš
Kutlaš, ukrajinsky Кутлаш, maďarsky Kutlás, je ves v Horinčovském jednotném územním společenství, v okrese Chust, v Zakarpatské oblasti Ukrajiny. Ves vznikla na začátku 20. století v malém údolí na okraji Horinčova. V roce 2001 zde žilo 50 obyvatel, všichni ukrajinské národnosti.